# Альберт Герінг
Альберт Герінг (9 березня 1895 — † 20 грудня 1966) — німецький підприємець, інженер, активно допомагав євреям і німецьким дисидентам під час  Другої світової війни. . Молодший брат  Германа Герінга.

## Сім'я
Альберт Герінг народився 9 березня 1895 року в передмісті Берліна . Він був наймолодшою дитиною в сім'ї можновладного чиновника імперської колоніальної адміністрації Генріха Ернста Герінга — особистого друга канцлера Німеччини князя О. фон Бісмарка.
Сім'я Герінгів жила зі своїм аристократичним хрещеним батьком єврейського походження, лицарем Германом фон Епенштайном (Hermann von Epenstein) у його замку. Фон Епенштайн був видатним лікарем і виступав сурогатним батьком для дітей, оскільки Генріх Герінг часто був відсутній. Альберт був одним з п'яти дітей, його брати були Герман Герінг і Карл Ернст Герінг, його сестри — Ольга Тереза Софія і Паула Елізабет Роза Герінг. 
В інтерв'ю BBC єдина донька Альберта Герінга Елізабет сказала, що її батько Альберт зізнався своїй колишній дружині Мілі (матері Елізабет) у тому, що його рідним батьком був Герман Епенштайн.

### Антинацистська діяльність
До приходу нацистів до влади Альберт працював у кіновиробничій галузі, і, на відміну від старшого брата, не брав участі у діяльності нацистської партії.
У березні 1938 року, після анексії Австрії Альберт врятував свого колишнього начальника-єврея Оскара Пільцера, арештованого нацистами, і допоміг йому і його родині виїхати з Німеччини.
Під час війни Альберт став директором із експорту в концерні «Шкода» у Чехословаччині. Серед працівників фірми утворився підпільний гурток, який здійснював акції саботажу проти нацистів. Гурток діяв за підтримки Альберта. Коли його ловили, він використовував вплив свого брата для уникнення покарання. У 1942 році Герінг допоміг директору «Шкоди» Яну Моравеку втекти з родиною в Румунію від переслідування гестапо.
У 1943 році Альберт одружився з чешкою Міландою Клазаровою. З точки зору нацизму це був злочин проти чистоти арійської раси
На прохання Альберта Герман Герінг звільнив австрійського композитора  Франца Легара, заарештованого за зв'язки з євреями. Також в числі врятованих Альбертом Герінгом були австрійський ерцгерцог Йосип Фердинанд IV і австрійський канцлер Курт фон Шушніг.
У 1944 році Альберт був заарештований гестапо. Герман домігся його звільнення і порадив братові триматися осторонь від політики: наступного разу рейхсмаршал, чий політичний вплив йшов на спад, не зміг би його врятувати.
Є свідчення і про інших людей, яким допомагав Альберт Герінг, загалом це 34 людини.
Після війни, Альберта Герінга заарештували союзні війська і його допитували під час Нюрнберзького трибуналу. Після свідчень племінника Легара він був звільнений у 1947 році. Незабаром Альберт Герінг був заарештований чехами, але був знову звільнений, коли його діяльність стала відоміша.